# Tadashi Abe
Tadashi Abe (肇阿部 Abe Tadashi?) (1926 - 23 de noviembre de 1984) fue el primer maestro de aikido en vivir en occidente. Empezó su práctica de Aikido en Osaka en 1942 y estudió directamente con  Morihei Ueshiba en Iwama. En 1952, después de graduarse en derecho en la Universidad de Waseda, se mudó a Sorbonne, Francia, donde siendo ya 6.º DAN, enseñó Aikido representando al Aikikai durante  siete años, regresando a Japón en 1959.
El Aikido había sido introducido en Francia por Minoru Mochizuki durante una de sus visitas, pero fue Tadashi Abe quien lo comenzó a enseñar regularmente en el dojo de  Mikonosuke Kawaishi que le aconseja codificar los movimientos en series para adaptarlas al espíritu europeo. 
Tadashi Abe decide clasificar las técnicas en 5 series empezando así la difusión de este arte Marcial en Occidente. 
Durante su estancia, también, hizo numerosos viajes a Reino Unido para ayudar a Kenshiro Abbe. 
Autor de un libro sobre los principios del aikido en francés que contiene cientos de fotos, que revelan una técnica más parecida al Aiki jujutsu que al aikido moderno, llamado « L’Aïki-Do » en 2 volúmenes « La victoire par la Paix » y « L'arme et l'esprit du samouraï japonais» (Editions. Chiron – traducción de Jean ZIN) actualmente agotado. 
A su vuelta a Japón en 1960 rehúsa el grado de 7.º Dan que se le adjudica por estar en desacuerdo con el camino que se ha tomado en la enseñanza del Aikido considerándola que se ha vuelto débil y afeminada luego del fallecimiento de Ueshiba Sensei. En mayo de 1974 escribió una punzante carta difundida muy ampliamente a Koichi Tohei después de la dimisión de este último al Aikikai , en el que lo critica por falta de gratitud y originalidad.
Tadashi Abe fallece en Japón el 23 de noviembre de 1984.
- Datos: Q1934931